# 海军人民委员部
在苏俄与苏联的历史上，曾经两次存在过海军人民委员部，第一次是1918年—1923年，名称为“Народный комиссариат по морским делам”，第二次是1937年—1946年，名称为“Народный комиссариат по Военно Морского Флота”。

## 第一次
1917年11月8日，十月革命爆发后的第二天，陆海军委员会（俄语：Комитет по военным и морским делам）成立，11月9日，陆海军委员会改称陆海军人民委员会（俄语：Совет народных комиссаров по военным и морским делам），1917年12月6日，该委员会被改组为军事人民委员部（俄语：Народный комиссариат по военным делам）。1918年初，军事人民委员部被分解为陆军人民委员部（俄语：Народный комиссариат по военным делам）与海军人民委员部。帕维尔·叶菲莫维奇·德边科任海军人民委员。1923年11月12日，陆军人民委员部和海军人民委员部被合并为陆海军人民委员部，海军人民委员部随即撤销。

## 第二次
1937年底，苏联共产党决定将红海军的相关指挥机构从国防人民委员部中分出来，再次成立海军人民委员部，彼得·斯米爾諾夫担任第1任海军人民委员。1938年6月30日至1938年9月8日，彼得·亚历山德诺维奇·斯米尔诺夫-斯维特洛夫斯基担任第2任海军人民委员。1938年9月8日至1939年4月6日，米哈伊尔·彼得诺维奇·弗里诺夫斯基担任第3任海军人民委员，1939年4月28日，尼古拉·格拉西莫维奇·库兹涅佐夫担任第4任海军人民委员。第二次世界大战期间，海军人民委员部领导苏联红海军进行了卓有成效的抵抗入侵战斗。
1946年2月25日，苏联第二届最高苏维埃第一次会议决定海军人民委员部与国防人民委员部合并为武装力量人民委员部，海军人民委员部从此撤销。